# Témur Khan
Pour les articles homonymes, voir Khan (homonymie) et Temur.
Témur Khan ou Temür Oldjaitu ou simplement Temur (Mongol : ᠥᠯᠵᠡᠶᠢᠲᠡᠮᠦᠷ
ᠬᠠᠭᠠᠨӨлзийт Төмөр хаан) ou Chengzong (chinois : 成宗), né en 1265, mort le 10 février 1307, prince mongol descendant de Gengis Khan, est le deuxième empereur de la dynastie Yuan après Kubilai Khan, gouvernant l'Empire chinois de 1294 à 1307.

## Biographie
Temur est le fils de Zhenjin, et donc le petit-fils de Kubilai. Ce dernier est lui même petit-fils de Gengis Khan via son père Tolui.
Temur n'est pas le successeur choisi initialement par Kubilai Khan ; il le devient par suite de la mort des autres successeurs potentiels. Il porte dès lors le nom mongol de « Temur Khan » et le nom chinois d'« empereur Chengzong »(成宗).
Temur Khan reçoit l’envoyé du Pape, Jean de Montecorvino, avec une certaine solennité. Mais celui-ci s’aperçoit vite que les dispositions du Khan et de son entourage ne laissent présager aucune conversion possible. Néanmoins, il assume son rôle de légat du Pape et bénéficie d’une certaine faveur de la part du Khan qui l’autorise à s’établir dans la capitale, à annoncer l’Évangile et à y construire une église.
En 1296, Temur Khan envoie en ambassade au Cambodge Zhou Daguan, qui, à son retour, écrit le récit de sa mission, qui a été conservé.
Après le règne de Temur Khan, la dynastie Yuan connaît un déclin assez rapide.

## Famille
On lui connait quatre épouses et sept enfants :
- Shirindari Khatun, (v.1270 - 1305), fille d'Oločin Küregen, un prince Khongirad et d'Öljei, fille de Kubilai Khan;
  - Prince Deshou, (v.1290 - 3/1/1306);
- Bulugan Khatun, (v.1275 - 1207), fille de Torgus Küregen, aristocrate Baya'ut.
- Huteni Khatun, issue de la maison des Huteni;
- Dagi Khatun, (v.1262 - 1/11/1322), veuve de son frère ainé Darmabala;
- Issue d'épouse inconnu;
  - Prince Güyüg (Qūyik Tāyšī);
  - Prince Ong Temür (ʿŪng Tīmūr);
  - Prince Maqabalin (Muqābīlān);
  - Princesse Chang, né Yilihaiya (昌国公主; 益里海雅), première fille, épouse Ashi Küregen, seigneur Ikires;
  - Princess Zhao, né Aiyashili (赵国公主; 爱牙失里), seconde fille, épouse de George, roi des Ongüt;
  - Princess Lu, né Puna (鲁国公主普纳), troisième fille.